# Alfred Gaessler
Pour les articles homonymes, voir Gaessler.
 (juillet 2017).
Si vous disposez d'ouvrages ou d'articles de référence ou si vous connaissez des sites web de qualité traitant du thème abordé ici, merci de compléter l'article en donnant les références utiles à sa vérifiabilité et en les liant à la section « Notes et références ».
Alfred Gaessler (né le 21 novembre 1919 à Schiltigheim dans le Bas-Rhin et disparu sans laisser de traces en février 1945) est un agent double connu pour avoir trahi Nemrod, le premier réseau de résistance intérieure française (d'inspiration gaulliste).

## Biographie
Engagé dans la Marine nationale française en 1937, Alfred Gaessler sert dans les sous-marins. 
Il est recruté à l'âge de 20 ans en 1940 par Honoré d'Estienne d'Orves comme opérateur radio sous l'alias « Georges Marty ». En effet, il a l'avantage de parler allemand par son origine alsacienne. Néanmoins, il finit par dénoncer ses compagnons du réseau Nemrod auprès de l'occupant nazi – ce qui donnera lieu à l'exécution de trois de ses membres, dont d'Estienne d'Orves, le 29 août 1941 au Mont-Valérien. Après avoir été évacué par les nazis vers l’Autriche en 1945, Gaessler profite de la débâcle pour disparaître sans laisser de traces.